# Genderteam
Een genderteam is een team van medisch specialisten dat mensen onderzoekt op genderdysforie en begeleiding biedt aan personen die een (gedeeltelijke) lichamelijke geslachtsaanpassing willen ondergaan. Genderteams zijn geen exclusief verschijnsel in Nederland en België. Ook in andere landen wordt soms gewerkt met een multidisciplinair team waarin de meeste vormen van zorg die een rol spelen bij de behandeling van genderdysforie zijn samengebracht. Er zijn echter ook landen waar een transgender zijn zorg moet zoeken bij verschillende behandelaars die (semi-) onafhankelijk van elkaar werken. De behandelingswijze en behandelvisie van genderteams verschilt per land en soms zelfs per genderteam.

## Samenstelling
Een genderteam bestaat uit psychologen, endocrinologen en psychiaters. Daarbuiten houden ook andere specialisten zoals KNO-artsen, plastisch chirurgen en urologen zich bezig met de behandeling van genderdysfore patiënten. Een persoon kan zich aanmelden bij een genderteam als er sprake lijkt te zijn van genderdysforie. Na een wachtperiode wordt de aanmelder opgenomen in het diagnoseproces waarin onderzocht wordt of de persoon verder behandeld zal worden door het genderteam en uiteindelijk een (gedeeltelijke) geslachtsaanpassing zal ondergaan. Naast intramurale genderteams zoals in de universitaire centra zijn er in Nederland ook twee extramurale genderteams actief.

## Ontstaansgeschiedenis
Een pionier in geslachtsoperaties voor transseksuelen, zoals dat toen genoemd werd, is John Money. In samenwerking met endocrinoloog Claude Migeon richtte Money in 1965 de Johns Hopkins Gender Identity Clinic op, de eerste kliniek in de Verenigde Staten waar geslachtsaanpassende operaties werden uitgevoerd. Gespecialiseerde klinieken voor kinderen en adolescenten met genderidentiteitsproblemen werden later opgericht in Toronto in 1975, in Utrecht in 1987 en in Londen in 1989.

## Nederland
Nederland waren relatief veel ontwikkelingen met betrekking tot de behandeling van transgender personen. Dit kwam mede door studies van prof. dr. P.T. Cohen-Kettenis (psycholoog VU medisch centrum) en hersenonderzoeken naar ontstaan en ontwikkeling van genderdysforie door neurobioloog Dick Swaab. Er zijn er twee genderteams, daarnaast worden ook integrale behandeltrajecten aangeboden door een vijftal gespecialiseerde psychologenpraktijken. De intramurale teams bevinden zich in de Amsterdam UMC/het VU medisch centrum en het Universitair Medisch Centrum in Groningen. De genderpolikliniek voor kinderen en jongeren van het LUMC en Curium is vanaf 2017 afgebouwd. Van 1985 tot en met 1997 was er een genderteam in het Ziekenhuis Rijnstate in Arnhem. Tot 2002 was er ook een genderteam in het UMC Utrecht, dat later naar Amsterdam verhuisde. In mei 2018 waren de wachttijden bij de genderpoli van Amsterdam UMC opgelopen tot meer dan twee jaar en voor nieuwe aanmeldingen niet te bepalen.
Naast de intramurale teams, waar het hele traject van intake, psycholoog, verklaring, medicatie en operatie plaatsvindt bestaat er nog een andere route. Er zijn meerdere gespecialiseerde genderpsychologen waar men ook terecht kan voor behandeling. Een aantal hiervan hebben de aanwijzing 'deskundige transgenders', zij kunnen een verklaring transgender afgeven waarmee een transgender persoon de registratie in de basisregistratie personen kan laten wijzigen. Een genderpsychotherapeut kan ook verwijzen naar een gespecialiseerd endocrinoloog en naar een gespecialiseerd plastische chirurg. Op deze wijze kan een integraal behandeltraject worden doorlopen.

### Kinderen en adolescenten
Het genderteam voor kinderen en adolescenten is in Nederland aanwezig in Amsterdam UMC in Amsterdam. Het genderteam van het Universitair medisch centrum in Leiden is in 2016 opgeheven, zij richtten zich exclusief op kinderen en jongvolwassenen tot 17 jaar, de activiteiten zijn door het toenmalig VUmc overgenomen. Hier worden kinderen en adolescenten behandeld met klachten over genderdysforie. Na de aanmelding volgt een wachtperiode, daarna volgt een intakegesprek. Kinderen en adolescenten gaan hierna automatisch door na de diagnostische fase. Volgens de wet is het verplicht dat er minimaal zes gesprekken bij de behandelend psycholoog plaatsvinden. Hierna volgt een second-opinion, verricht door een onafhankelijke psychiater. Alle onderzoeksresultaten van de diagnose worden besproken met het gehele genderteam. Alle specialisten moeten gezamenlijk tot de conclusie komen welk advies de patiënt krijgt en of het kind/adolescent verder behandelt dient te worden bij het genderteam.
Het merendeel van de aangemelde kinderen onder de 12 jaar blijkt uiteindelijk homoseksueel te zijn. De kinderen en adolescenten ook genderdysfoor blijken, worden doorverwezen naar de afdeling Endocrinologie, waar een start wordt gemaakt met de hormoonbehandeling. Bij kinderen en adolescenten wordt vaak gestart met hormoonremmers. Hierdoor wordt de puberteit uitgesteld en kunnen secundaire geslachtskenmerken (zoals baardgroei, baard in de keel bij jongens en borstgroei bij meisjes) uitgesteld worden. Mocht de wens voor een geslachtsverandering ook op 18-jarige leeftijd nog aanwezig zijn kan over gegaan worden tot de geslachtscorrigerende operatie en de verdere behandeling. Mocht de wens tot geslachtsverandering niet aanhouden, dan kan gestopt worden met puberteitsremmers waarna de puberteit (en alle verschijnselen) op de gewone manier op gang komen (zij het vertraagd).

### Volwassenen
Zowel de genderpoli's in Amsterdam als in Groningen behandelen volwassenen, Groningen richt zich hierbij vooral op de noordelijke provincies. Na aanmelding komen volwassenen op een wachtlijst voor een intakegesprek. De wachttijd is verschillend per genderteam, maar kan in sommige gevallen liggen tussen de drie en twaalf maanden. Het behandelingsproces lijkt op die van kinderen en adolescenten, met dien verstande dat er geen sprake is van puberteitsremmers en de hormoongevolgen (zoals baardgroei, borstontwikkeling) veelal weggenomen moeten worden om tot een voor de betrokkene acceptabel transitieresultaat te komen.
Wanneer de psychologen en psychiaters tot het oordeel zijn gekomen dat er sprake is van een vorm van genderdysforie, kan de transitie voortgezet worden. Er kan dan gestart worden met hormoonbehandeling en de Real-Life Test. Hierin wordt getest op de bestendigheid van de wens om het lichamelijk geslacht aan te laten passen en de mogelijkheid de gewenste genderrol vorm te kunnen geven. Tijdens deze fase blijft de patiënt onder toezicht van het genderteam. Na afronding van de Real-Life Test komt de patiënt in aanmerking voor een geslachtaanpassende operatie. Natuurlijk is het ook mogelijk dat de patiënt al met de real-life experience begint en de genderrol aanneemt zonder behandeling of toestemming van een genderteam. Zonder de ondersteuning van een genderspecialist is het echter zeer moeilijk om (legaal) aan hormonen te komen en vergoedingen vanuit de ziektekostenverzekeringen te ontvangen.

### Kritiek
In 2021 stelde een groep mensen die zelf in behandeling waren bij de genderpoli van het Amsterdam UMC dat behandelaars de neiging hadden om te denken in de afgebakende hokjes 'trans mannen' en 'trans vrouwen', waardoor er geen ruimte zou zijn voor non-binaire mensen. Ze noemden de transgenderzorg 'dehumaniserend'. Naast de focus op een binaire transitie en 'vernederende' psychologische testen waren ook de lange wachttijden en de monopoliepositie van het Amsterdam UMC binnen de Nederlandse zorg voor transgender personen punten van kritiek. Een protest tegen het beleid vond plaats in juni 2021 naar aanleiding van het Instagram-account @VuGenderMistreatment, waar (ex-)patiënten kritiek leverden op de behandeling die ze kregen of hadden gekregen. De protestanten pleitten onder meer voor een systeem van geïnformeerde toestemming en zelfbeschikking en kregen steun van onder andere jongerengroep ROOD en BIJ1.

## België
Het genderteam voor België is gevestigd in het Universitair Ziekenhuis Gent. De werking van het genderteam in België is deels vergelijkbaar met de Nederlandse teams. Het Centrum voor seksualiteit en gender van het UZ Gent richt zich tot volwassenen die een seksueel probleem en/of genderprobleem hebben. Personen met een genderprobleem kunnen voor oriënterende gesprekken, diagnostiek en behandeling ook in het centrum terecht. De behandeling kan psychotherapeutisch of psychiatrisch zijn, maar kan ook bestaan uit een geslachtsaanpassende behandeling.

## Verschillen in aanpak
Tussen Nederland en België zijn verschillen in behandelwijze en ook welke genderzorg vergoed wordt. Het vergoedingsstelsel beïnvloedt op deze wijze tevens de behandelmethodiek. In Nederland hebben de intramurale genderteams zich tot ongeveer 2013 vooral gericht op transseksuelen die het volledige traject wensten te doorlopen inclusief de geslachtsaanpassende operatie. De genderteams leveren, op instructie van de ziekenfondsraad, alleen complete dames en heren af, volgens een strak geleid protocol. Onderzoek wijst echter uit dat veel cliënten genoeg hebben aan een gedeeltelijke behandeling. Die wordt transgenders nog vaak ontzegd. Transgenders die geen wens hebben om over te gaan tot een geslachtsherstellende operatie zijn lange tijd afgewezen bij de Nederlandse genderteams. Het UZ Gent staat ook open voor andere personen met genderproblemen, hiermee is het UZ Gent vooruitstrevender dan de intramurale genderteams in Nederland. Bij de extramurale genderteams in Nederland wordt net als bij de andere genderteams gewerkt volgens het Dutch protocol. Omdat een extramuraal team geen totaalaanbod in huis heeft wordt vaak verwezen naar specialisten in andere ziekenhuizen of klinieken. Dit kan een nadeel zijn, maar heeft als voordeel dat men hierdoor meer keuzevrijheid heeft om de zorg meer op de persoonlijke behoefte af te stemmen.

## Media
In 2023 zond omroepvereniging VPRO een documentaire uit over de genderpoli in Zaandam. Daarin werd de dagelijkse praktijk en de daarmee gepaard gaande twijfels en dilemma’s belicht.